# Michel Le Guern
Michel Le Guern (* 30. Dezember 1937 in Bourbriac, Département Côtes-d’Armor; † 17. Juni 2016 in Lyon) war ein französischer Romanist. Er war Literatur- und Sprachwissenschaftler.

## Leben
Michel Le Guern bestand die Agrégation (Staatsprüfung für das höhere Lehramt) im Fach Lettres (Sprachen und Literatur). Er unterrichtete von 1959 bis 1963 am Institut Catholique de Paris und von 1963 bis 1968 an der Universität Ottawa. Mit einer Arbeit über das Bild im Werk des Barockgelehrten und -schriftstellers Blaise Pascal habilitierte er sich (doctorat d’État) 1969. 
Bereits im Jahr davor wechselte er an die Universität Lyon II, wo er 1971 einen Lehrstuhl für französische Philologie und Linguistik erhielt und bis 1999 lehrte. 2004 wurde er in die Académie des sciences, belles-lettres et arts de Lyon gewählt und war 2009 ihr Präsident. Seine Kandidatur für die Académie française scheiterte 2012.

## Veröffentlichungen (Auswahl)